# Fontanes (Lot)
Fontanes település Franciaországban, Lot megyében. Lakosainak száma 533 fő (2022. január 1.). Fontanes Cieurac, Lalbenque, Le Montat, Montdoumerc, Saint-Paul-Flaugnac és Pern-Lhospitalet községekkel határos.

## Népesség
A település népességének változása:
| Lakosok száma | 373  | 379  | 353  | 439  | 460  | 460  | 476  | 501  | 513  | 533  |
|               | 1968 | 1982 | 1990 | 2006 | 2013 | 2015 | 2017 | 2019 | 2020 | 2022 |